# Magazine 52
52 est un magazine télévisé français de grand reportage de Jean-François Chauvel, Eugène Mannoni et Steve Walsh diffusé chaque jeudi à 21 h sur la troisième chaîne couleur de l'ORTF du 4 janvier 1973 au 4 juillet 1974.

## Concept
L'émission est baptisée 52 car elle dure 52 minutes et est diffusée de façon hebdomadaire, donc sur 52 semaines dans l'année. Ses créateurs souhaitent emmener le téléspectateur à l'autre bout du monde à travers de grands reportages en lien direct avec l'actualité, appuyés d'une analyse approfondie.